# 유로파 (1952년 영화)

《유로파》(이탈리아어: Europe '51)는 1952년 개봉된 이탈리아의 네오레알리스모 영화이다. 로베르토 로셀리니가 감독과 공동각본을 맡았다.

## 출연

### 주연
- 잉그리드 버그만
- 알렉산더 녹스

### 조연
- 에토르 지아니니
- 줄리에타 마시나
- 테레사 펠라티
- 윌리엄 텁스
- 알프레드 브라운